# Quelfes
Quelfes ist eine Ortschaft und eine Gemeinde an der Algarve im Süden Portugals.
Die vor der benachbarten Kreisstadt Olhão liegende Ilha da Armona gehört zur Gemeinde Quelfes. Damit liegt ein Teil der Gemeinde Quelfes im Naturpark Ria Formosa.

## Geschichte
Bereits die Römer unterhielten hier Landgüter, insbesondere die archäologische Ausgrabungsstätte an der Villa Quinta de Marim ist zu nennen. Auch eine römische Brücke zeugt von der Zeit. Die Gegend blieb in den folgenden Epochen durch Landwirtschaft und verstreute Landgüter und Siedlungen charakterisiert, aus denen sich nur langsam Ortschaften entwickelten.
Das älteste Bauwerk der heutigen Ortschaft Quelfes ist die seit mindestens 1518 bestehende Gemeindekirche.
Zur eigenständige Gemeinde wurde Quelfes 1614. Unter den Ortschaften der Gemeinde zeichnete sich nur der südliche Hafenort Olhão durch stärkeres Wachstum auf. Er wurde 1695 durch Ausgliederung zur eigenen Gemeinde.
Bei dem Erdbeben von 1755 erlitt die Gemeindekirche von Quelfes starke Zerstörungen und wurde danach neu aufgebaut. 
Weitere Zerstörungen erlitt der Ort und die Region im Verlauf der ersten Napoleonischen Invasionen. Im Jahr 1808 fand dabei an der römischen Brücke in Quelfes ein Gefecht statt, bei dem die französischen Truppen geschlagen wurden.
Im Verlauf der Verwaltungsreformen nach der Liberalen Revolution 1820 wurde Olhão ein eigener Kreis und die Gemeinde Quelfes 1838 aufgelöst. Diese Auflösung wurde jedoch nie konkret umgesetzt, und so wurde die Wiederherstellung der Gemeinde Quelfes 1933 nur eine juristische Formalie.
Das stetige Wachstum der südlichen Nachbargemeinde Olhão erfasste zuletzt auch Quelfes, und es entstanden in Richtung Olhão hin neue Wohnviertel und mit dem Ria Shopping ein Einkaufszentrum.

## Verwaltung
Quelfes ist Sitz einer gleichnamigen Gemeinde (Freguesia) im Kreis (Concelho) von Olhão im Distrikt Faro. In ihr leben 17.253 Einwohner auf einer Fläche von 28 km² (Stand 19. April 2021).
Folgende Ortschaften liegen in der Gemeinde Quelfes:
- Alecrineira
- Ana Velha
- Boavista
- Brancanes
- Igreja
- Ilha da Armona
- Montemor
- Olhão
- Peares
- Poço Longo
- Quelfes